# Cabo de Santa Maria (Uruguai)
O Cabo de Santa Maria é um acidente geográfico no Rio da Prata, dentro do Departamento de Rocha, no Uruguai. Sobre este cabo construiu-se a cidade de La Paloma.

## Toponímia
O cabo conhece-se por este nome já desde começos do século XVI, depois da viagem de Américo Vespúcio ao Novo Mundo em 1502, em que ficaram baptizados três pontos de referência do Rio Jordán (assim chamado naquela época o Rio da Prata). Seu limite oriental ficou estabelecido no Cabo de Santa Maria, enquanto na atualidade é convencionalmente Punta del Este. Como ponto central o "Pinachullo Detentio" ou Monte de la Tentación, que é a atual Montevidéu, lago San Cristóbal para Magalhães, e para navegantes posteriores Santo Ovidio ou Monte Ovidio. E o Cabo San Antonio, ponto ocidental do limite exterior do Rio da Prata e extremo sul da Bahia de Samborombón, na Argentina. Todos perfeitamente visíveis no mapa-múndi de 1507 "Universalis Cosmographia" de Martin Waldseemüller. Desde o século XVIII era conhecido como Punta de Rocha, por sua proximidade com a lagoa homônima, localizada a poucos quilômetros para o oeste. Os pescadores da região chamavam-no cabo de Santa Maria que é o nome com o que sempre o conheceram os navegantes, ainda que é popularmente conhecido como o balneário de La Paloma.

## Localização
O porto de La Paloma encontra-se a 2 km ao norte do cabo. Desde os tempos do Vice-Reino do Rio da Prata, este porto natural, era considerado um bom lugar para o resguardo de barcos que se dirigiam ao Rio da Prata. A importância do cabo, determinou a construção do farol de Cabo de Santa Maria, inaugurado em 1874.